# Marc Vucinovic
Marc Vucinovic (Hanover, 19 september 1988) is een Duits profvoetballer die als middenvelder speelt.
Vucinovic speelde in de jeugdopleiding van Hannover 96 maar brak niet door. Bij de lagere amateurclub SV Bavenstedt scoorde hij in het seizoen 2007/08 negentien doelpunten en hij werd gecontracteerd door Eintracht Braunschweig. Daar speelde hij vooral in het tweede team en via TuSpo Schliekum en TSV Havelse kwam Vucinovic in 2013 bij SC Paderborn 07 waarmee hij in 2014 naar de Bundesliga promoveerde en een jaar later weer degradeerde.